# Komi-Permjaaks
Het Komi-Permjaaks (коми-пермяцкӧй, перем коми; komi-permjacköj, perem komi) is een Permische taal uit de Finoegrische tak van de Oeraalse talen, en is nauw verwant aan het Zurjeens en het Oedmoerts, verder weg is het verwant aan het Hongaars en Estisch en volgens sommige theorieën ook aan het Joekagiers. De taal wordt gesproken in het vroeger autonome district Permjakië, thans onderdeel van de kraj Perm. Het Komi-Permjaaks is er nog steeds co-officieel met het Russisch. Van de 94.000 Komi-Permjaken hebben een 63.000 het Komi-Permjaaks als moedertaal.
Het Komi-Permjaaks begon zich uit het Oer-Permisch van het Oedmoerts en Zurjeens te onderscheiden rond het jaar 1000. De Komi-Permjaakse geschreven taal werd gevormd in de jaren 30 van de 20e eeuw. Aanvankelijk werd het Latijnse alfabet gebruikt, maar later werd op het Cyrillisch alfabet overgeschakeld: А/а, Б/б, В/в, Г/г, Д/д, Е/е, Ё/ё, Ж/ж, З/з, И/и, І/і, Й/й, К/к, Л/л, М/м, Н/н, О/о, Ö/ö, П/п, Р/р, С/с, Т/т, У/у, Ф/ф, Х/х, Ц/ц, Ч/ч, Ш/ш, Щ/щ, Ъ/ъ, Ы/ы, Ь/ь, Э/э, Ю/ю, Я/я.